# 飛特立航空
飛特立航空為台灣經營「商務專機」及「醫療救援專機」業務的普通航空業，成立於2010年，於2012年5月取得「普通航空業」營運許可。樞紐機場為臺北市松山機場及高雄市高雄國際機場，維護基地設在高雄市高雄國際機場。
飛特立航空主要業務包括商務專機、醫療專機、地勤代理服務、飛機採購、託管、銷售及維護管理等。2019年9月後，由新的經營團隊接手，持續為客戶提供全方位優質的航空服務，並以「飛行安全，絕不妥協」作為營運核心。飛特立提供豪華私人定製航程，能靈活調度不受航班限制，提供高隱密性服務及貴賓通關。在醫療救援專機服務能大幅縮短救援時間，機艙等同加護病房，由受特訓機組駕駛，提供一條龍急救及空運轉送服務。此外，飛特立提供專業的飛機託管與買賣等服務，能整合資源降低成本，為客戶評估並建議合適機型。公司擁有經驗豐富的維修團隊，按嚴格程序維護機身、引擎及系統，確保飛安，另外並提供全方位的在台地勤代理支援作業包括航權申請、落地及飛越許可申請、加油以及trip support的相關服務。

## 沿革
- 2012年 創業初期先引進美國Beechcraft Hawker 400XP 型機一架，執行商務包機與空中緊急醫療轉送業務。
- 2013年1月 因業務需求及營運拓展，引進Bombardier Global 5000 型機一架，同年8月引進Embraer EMB-135BJ(Legacy 600)型機一架從事商務專機業務。嗣後分別於2019年7月及2020年8月完成階段性任務後轉籍。
- 2015年    取得Wyvern的Wingman認證，是全球公認的航空安全行為標準，後續分別於2017年、2019年、2021年、2023年及2025年皆通過換證標準，足顯公司對於安全的重視。
- 2016年2月 引進Boing 737-700IGW型機一架、同年6月引進Bombardier Global 6000型機一架。
- 2017年3月 引進Gulfstream G650ER一架執行私人飛航服務。
- 2017年8月 為擴增空中醫療轉送能量，完成EMB-135BJ(Legacy 600)醫療構型改裝認證，使其具備最大為兩個擔架容量的醫療運送與商務專機之多用途機型。嗣後於2020年8月完成階段性任務後轉籍。
- 2017年11月 引進雙引擎噴射機Embraer Phenom 300，提供金門離島居民最快速與安全的醫療後送服務，是國內首架進駐離島的醫療專機，並在2023年6月轉為執行國際空中緊急醫療轉送業務。  （页面存档备份，存于）
- 2021年12月及2022年3月 引進兩架 Beechcraft King Air 360ER雙渦輪螺旋槳機，承攬農業部林業及自然保育署航測及遙測分署航遙測作業委外專案並執行航拍任務。 （页面存档备份，存于）

## 機隊
飛特立航空目前在臺灣註冊的飛機共有6架，表列如下：

## 外部連結
- 飛特立航空 （页面存档备份，存于）